# セイルフィッシュ (SS-192)
セイルフィッシュ (USS Sailfish, SS-192) は、アメリカ海軍の潜水艦。サーゴ級潜水艦の一隻。艦名はバショウカジキ属に因んで命名された。当初の艦名は、ツノザメ属の学名（属名）に因んだスコーラス (USS Squalus) であった。なお、退役から11年後にセイルフィッシュ級潜水艦１番艦として2代目セイルフィッシュ (SSR-572)が就役している。

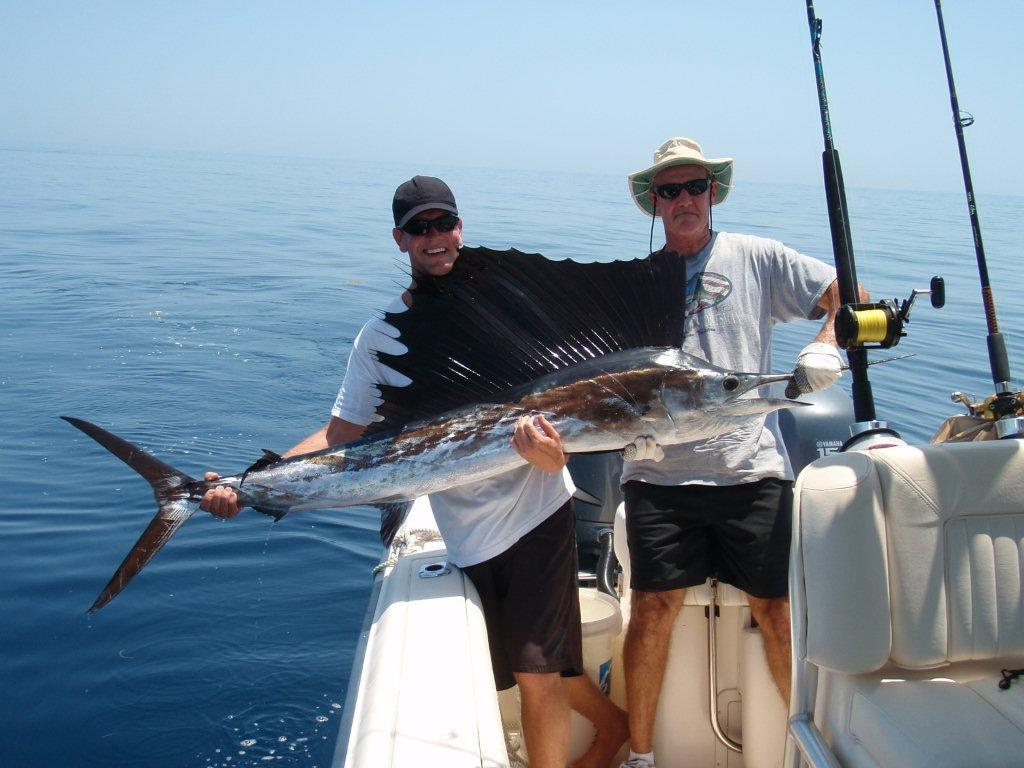
ニシバショウカジキ（Atlantic sailfish）

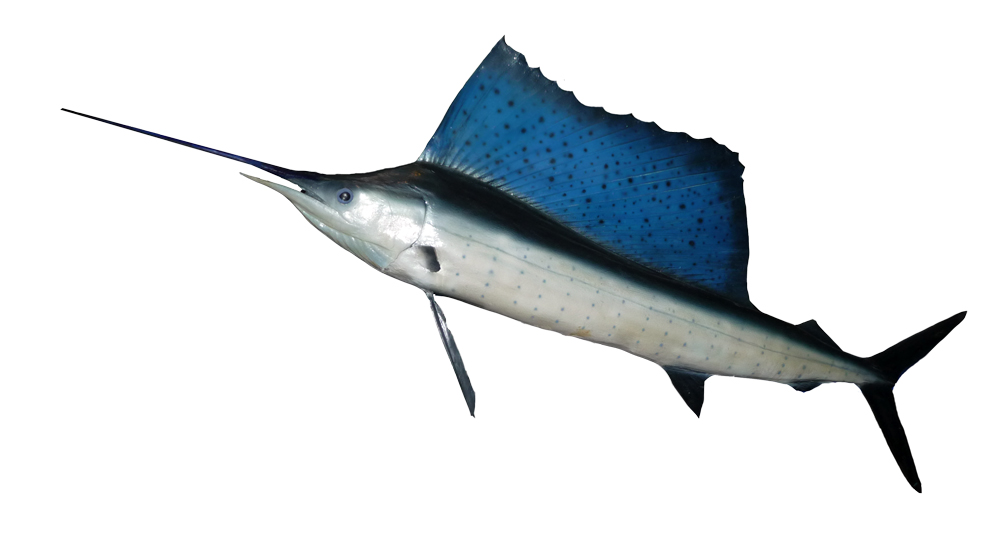
バショウカジキ（Indo-Pacific sailfish）

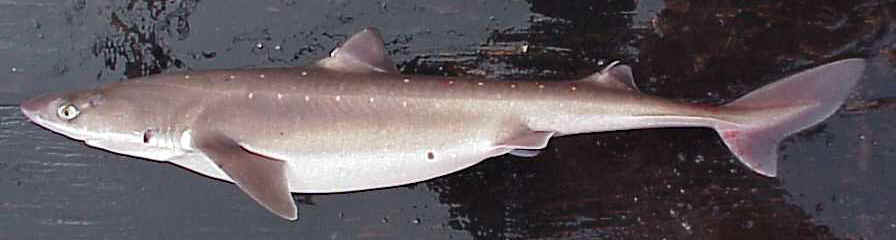
新造時の名称Squalusのタイプ種アブラツノザメ（学名Squalus acanthias）

## 艦歴
スコーラスは1937年10月18日にメイン州キタリーのポーツマス海軍造船所で起工した。1938年9月14日にトーマス・C・ハート提督夫人によって命名、進水し、1939年3月1日に艦長オリヴァー・F・ナクイン（ネイキン？）少佐の指揮下就役する。

### スコーラスの沈没
スコーラスは5月12日にニューハンプシャー州ポーツマス沖で一連の潜水試験を始めた。18回の潜水を成功裏に終えた後、5月23日の朝にショールズ諸島沖で再び潜水を始めた。主誘導バルブの閉鎖に失敗し、後部魚雷室、両機関室および乗員区画が氾濫する。26名の乗員がたちまち溺死した。乗員達の迅速な対処により他の区画の氾濫は防がれた。スコーラスは74メートルの海底に着底した。
スコーラスは最初に姉妹艦のスカルピン (USS Sculpin, SS-191) にその位置を知らせた。2隻の潜水艦はケーブルが切断するまでテレホンマーカーブイを用いて通信することが可能であった。救難艦ファルコン (USS Falcon, ASR-2) からの潜水夫が、サルベージおよび救助のエキスパートであるチャールズ・モンセン少佐の指揮の下、新式の救出装置であるレスキュー・チェンバーを用いて救助作業に当たった。この器具はアルバート・R・ビーンク技師の手により開発されたもので、ビーンク技師の理論によるとヘリウムと酸素の混合ガスであるヘリオックスを用いて窒素中毒の危険を回避することができた。先任医療将校でもあるチャールズ・ウェズリー・シリング医師も待機する中、スコーラスの生き残っていた乗組員33名全員を救助することができた。4名の潜水夫、ウィリアム・バダーズ、オルソン・L・クランデル、ジェームズ・H・マクドナルドおよびジョン・ミハロウスキーが救助およびサルベージにおける功績で名誉勲章を受章した。スコーラスの成功した救助劇は、ちょうど一週間後にリヴァプール湾で発生したイギリス潜水艦シーティス (HMS Thetis, N25) の喪失と対照的なものとなった。この事故による殉職者の中には、1936年のベルリンオリンピックにアメリカ陸上代表チームの一員として出場したジョゼフ・H・パターソン少尉も含まれていた。

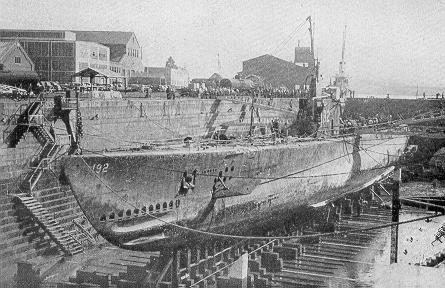
浮揚後乾ドックでのSS-192

アメリカ海軍当局は、スコーラスが当時の最新鋭の潜水艦であることを考慮し、引き揚げて再生することに決めた。そうすることで、経済的に安上がりになるばかりでなく、沈没事故の原因を徹底調査して改修に生かし、艦への信頼性を高める効果も期待された。後者に関しては、スコーラス以外にスナッパー (USS Snapper, SS-185) とスタージョン (USS Sturgeon, SS-187) が相次いで似たような事故を起こしかけたので、その原因を特定するため特に必要とされた。スコーラス引き揚げはポーツマス海軍造船所所長のサイラス・W・コール少将の指揮の下、フロイド・A・タスラー少佐が現場を監督した。引き揚げには戦艦から改装されたクレーン船・キアサージ（AB-1）が使用された。タスラー少佐の当初考えていた計画では、性急な引き揚げを抑えて三段階でスコーラスを上昇させていくというものであったが、この方式はアクシデントが起こると再び海中に落下する可能性をはらんでいた。計画は修正され、最終的にはスコーラスは船体に渡されたケーブルと両舷に装着された浮揚函によって1939年7月13日に再浮上することになるが、スコーラスからケーブルを離す作業において浮揚函を約10メートルにわたって破損するアクシデントがあった。「浮揚函は打ち付けられ、ホースは切断された」とモンセン少佐が回想した事故から20日後、ケーブルと浮揚函の配置が変更され作業を再開し、こうしてアメリカ海軍史上における最も厳しい引き揚げ作業において技術的困難を克服した。ビーンク技師考案のスーツを着用した潜水士はスコーラスの船体にケーブルを装着後浮上し、実際の使用でその効果が再確認された。スコーラスは9月13日にポーツマス海軍造船所へ曳航され、11月15日に就役が形式的に解かれることとなった。

### セイルフィッシュとして
スコーラスは1940年2月9日にセイルフィッシュ (USS Sailfish) と改名された。調整、修理およびオーバーホールの後、セイルフィッシュは1940年5月15日に艦長モートン・C・ムンマ少佐（アナポリス1930年組）の指揮下再就役した。
修理は9月中旬に完了し、セイルフィッシュは1941年1月16日にポーツマスを出航、太平洋に向かった。パナマ運河を通過し、カリフォルニア州サンディエゴで燃料を補給した後、セイルフィッシュは3月前半に真珠湾に到着した。その後マニラの西方に向けて出航しアジア艦隊の潜水艦と共に真珠湾攻撃まで作戦活動に従事した。
太平洋戦争の間、セイルフィッシュの歴代艦長は『誰かが「スコーラス」の単語を発したら、その者は次の寄港地で置き去りにする』との指令を与えた。そのため乗員は彼らの艦を「スコールフィッシュ Squailfish」と呼ぶようになった（元の艦名の正しい読みは「スクウェイラス」であり、セイルフィッシュと韻を踏んで「スクウェイルフィッシュ」と呼んだ）。

### 第1 - 第5の哨戒 1941年12月 - 1942年8月
12月8日の真珠湾攻撃の後、セイルフィッシュは最初の哨戒でルソン島西岸に向かった。12月13日の夜、3隻の駆逐艦に護衛された船団と遭遇する。輸送船への2本の魚雷が外れた後、セイルフィッシュはもう2本の魚雷を駆逐艦に向けて発射した。セイルフィッシュは魚雷が命中したものと考えたが、駆逐艦からの反撃を回避するため潜航を強いられた。戦後の日本側の記録ではセイルフィッシュの戦果は確認できなかった。セイルフィッシュと交戦したのはビガン攻略を終えて馬公へ向かっていた第4水雷戦隊（軽巡洋艦「那珂」など）であった。12月17日、セイルフィッシュは9日間の行動を終えてマニラに帰投。艦長がリチャード・G・ヴォージ（アナポリス1925年組）に代わった。ヴォージ艦長はシーライオン (USS Sealion, SS-195) の艦長を務めていたが、12月10日の日本軍の空襲でシーライオンを失っていた。
12月21日、セイルフィッシュは2回目の哨戒で台湾方面に向かった。その後、ルソン島東岸、ハルマヘラ島、セレベス島方面を哨戒。1942年1月27日の朝、セイルフィッシュはハルマヘラ島とダバオを結ぶ海域において那智型重巡洋艦と駆逐艦を発見して攻撃し、目標を破損したと報告した。しかしながら、駆逐艦による反撃のためセイルフィッシュは潜航を余儀なくされ、戦果を確認することはできなかった。セイルフィッシュは260フィート（80メートル）の深さで潜航したまま駆逐艦を回避し、その後南方のジャワ島へ向かった。2月14日、セイルフィッシュは55日間の行動を終えてチラチャップに帰投した。
2月19日、セイルフィッシュは3回目の哨戒で南シナ海に向かった。セイルフィッシュはジャワ海のロンボク海峡を通過し、重巡洋艦ヒューストン (USS Houston, CA-30) および2隻の艦船の護衛を確認した後、ヒューストンらはスンダ海峡に向かい、セイルフィッシュはロンボク海峡近辺で哨戒した。この後、ヒューストンなどの連合軍はスラバヤ沖海戦で大敗した。3月2日夜、セイルフィッシュはロンボク海峡入り口で空母加賀と目される大型艦と4隻の駆逐艦を発見して攻撃した。攻撃後、駆逐艦と警備艇からの爆雷攻撃を回避するため潜航を強いられる。ところで、加賀はこの当時南雲忠一中将率いる第一航空艦隊の一艦としてジャワ島南方海上で行動中であった。セイルフィッシュが攻撃した目標は加賀ではなく、特設航空機運搬艦加茂川丸（東洋海運、6,440トン）だった。3月19日、セイルフィッシュは28日間の行動を終えてオーストラリアのフリーマントルに帰投した。
4月22日、セイルフィッシュは4回目の哨戒でコレヒドール島に向かった。セイルフィッシュは、コレヒドール島向けの3インチ対空砲弾1,852発を搭載し、その代わりに魚雷を前後発射管の中にある8本しか搭載しなかった。しかし、輸送途上の5月6日にコレヒドール島のアメリカ軍は降伏し、セイルフィッシュはスールー海で折り返した。その後はジャワ海およびセレベス海で哨戒を行い、一度の敵との接触があった以外は何もなく、戦果を挙げることはなかった。5月21日、セイルフィッシュは28日間の行動を終えてフリーマントルに帰投した。
6月13日、セイルフィッシュは5回目の哨戒でインドシナ半島方面に向かった。7月4日、セイルフィッシュは大型貨物船を観測、追跡するもののそれは病院船であり攻撃を行うことはできなかった。7月9日、セイルフィッシュはインドシナ半島ファンラン岬近海で陸軍輸送船青葉山丸（三井物産、8,811トン）を発見する。セイルフィッシュは2本の魚雷を発射、うち1発が青葉山丸に命中し、青葉山丸は15度の角度に傾いた。セイルフィッシュは潜航すると共に一連の爆発音を確認し、その後スクリュー音は観測できなかった。1時間半後に同海域で浮上すると、青葉山丸の姿は観測できなかった。青葉山丸は沈没を免れ、サイゴンへたどり着いた。その後、セイルフィッシュは哨戒完了までに敵艦を1隻観測しただけであった。8月1日、セイルフィッシュは49日間の行動を終えてフリーマントルに帰投。その後、セイルフィッシュはソロモン諸島の戦いに投入されることとなり、アルバニーを経由して9月7日にブリスベンに到着した。艦長がジョン・R・ムーア少佐（アナポリス1929年組）に代わった。

### 第6、第7の哨戒 1942年9月 - 1943年1月
9月13日、セイルフィッシュは6回目の哨戒でソロモン諸島西部方面に向かった。9月17日から18日にかけての夜、セイルフィッシュはショートランド諸島南東海上で巡洋艦を護衛する8隻の駆逐艦と遭遇したが、攻撃は行わなかった。引き続きショートランド近海で哨戒中の9月19日、白鷹級敷設艦と目される艦艇を攻撃する。3本の魚雷を放射状に発射したものの命中せず、セイルフィッシュは反撃を回避するため潜航を余儀なくされた。11発の爆雷が至近距離で爆発し、船体に多くの小規模損傷を受けた。その後はブカ島近海からベララベラ島近海までの海域で哨戒を行ったが、日本艦船との遭遇はなかった。11月1日、セイルフィッシュは49日間の行動を終えてブリスベンに帰投した。
11月24日、セイルフィッシュは7回目の哨戒でニューブリテン島南方海域に向かった。12月2日に2隻の駆逐艦に対する攻撃を行うが、相手が推定27ノットの速力で航行していたため失敗。その後敵との接触はしばらくは無かったものの、12月24日夜に小目標を観測する。追跡は翌25日にまたいで続けられ、伊68型潜水艦に命中弾を与えたと判断された。しかし、戦後の日本側の記録では同海域での沈没艦は確認できなかった。12月30日と31日には貨物船と駆逐艦に攻撃を行ったものの成功しなかった。1943年1月15日、セイルフィッシュは53日間の行動を終えて真珠湾に帰投。その後、1月27日から4月22日までメア・アイランド海軍造船所でオーバーホールを受けた後、セイルフィッシュは4月30日に真珠湾へ戻った。

### 第8、第9の哨戒 1943年5月 - 9月
5月17日、セイルフィッシュは8回目の哨戒で日本近海に向かった。ミッドウェー島で燃料を補給した後、日本の本州東岸の哨戒海域に到着。何度か敵との接触はあったものの悪天候のため攻撃することはできなかった。6月15日、セイルフィッシュは釜石沖で2隻の貨物船を発見。セイルフィッシュは3本の魚雷を発射。1本が命中し、セイルフィッシュは停止した輸送船神珠丸（栗林商船、3,617トン）を観測した。爆雷攻撃を回避するため潜航し、セイルフィッシュは爆発音を観測した。10日後の6月25日、セイルフィッシュは北緯39度53分 東経142度11分 / 北緯39.883度 東経142.183度の地点で輸送船いぶり丸（北海道炭鉱汽船、3,291トン）を撃沈した。この攻撃後セイルフィッシュは12時間に及ぶ攻撃を受け、97発以上の爆雷攻撃を受けた。セイルフィッシュは船体に小規模な損傷を受け、6月26日に哨戒海域を離れた。7月3日、セイルフィッシュは49日間の行動を終えてミッドウェー島に帰投。艦長がウィリアム・R・リーフォーヴァー少佐（アナポリス1931年組）に代わった。
7月25日、セイルフィッシュは9回目の哨戒で東シナ海、台湾海峡および沖縄島方面に向かった。しかし、この哨戒では4つの目標とジャンクしか発見することができず、戦果を挙げることはなかった。セイルフィッシュはミッドウェー島を経由した後、9月20日に51日間の行動を終えて真珠湾に帰投。艦長がロバート・E・M・ワード少佐（アナポリス1935年組）に代わった。

### 第10の哨戒 1943年11月 - 1944年1月

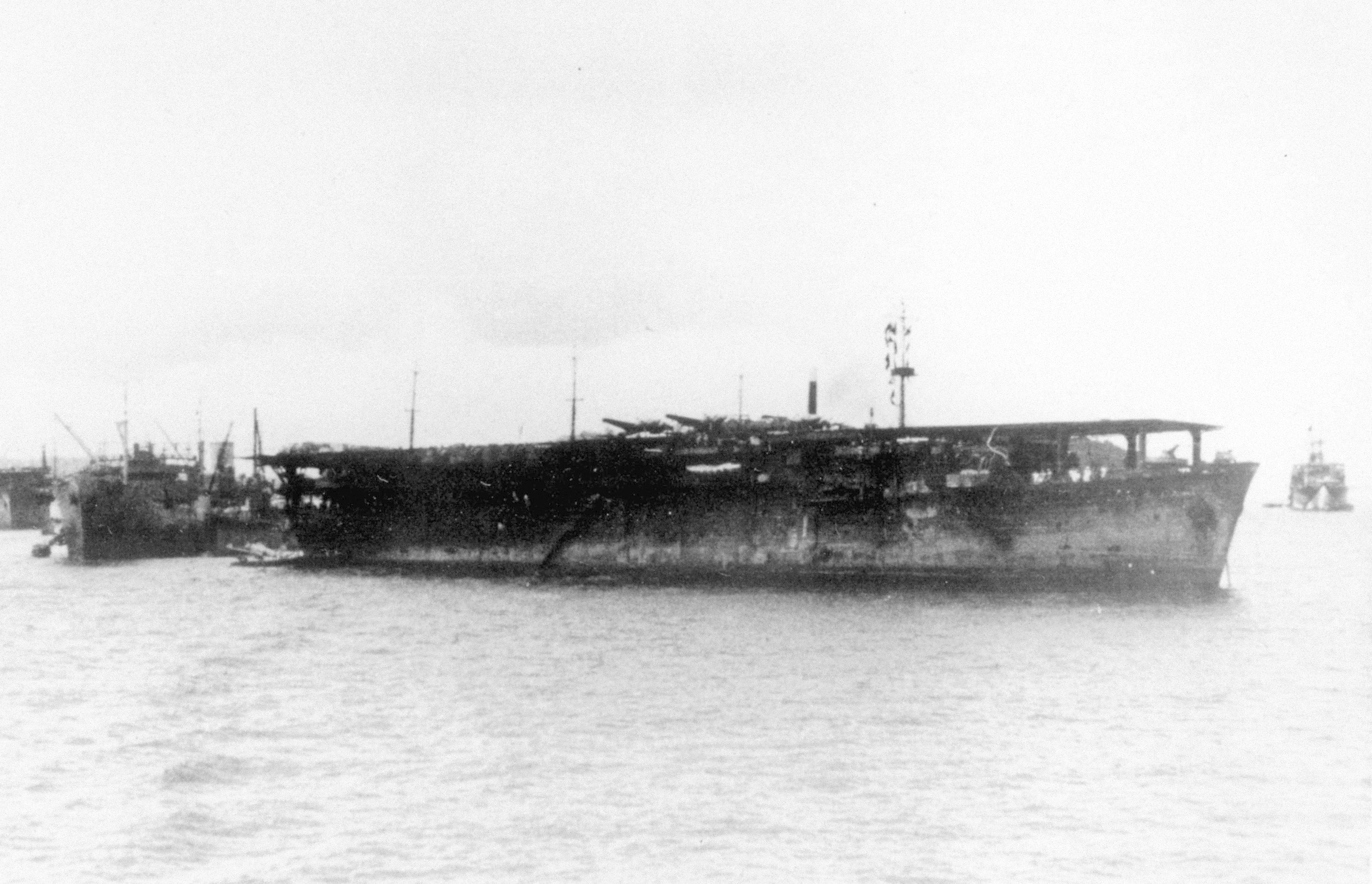
空母冲鷹

11月17日、セイルフィッシュは10回目の哨戒で日本近海に向かった。ミッドウェー島で給油を行い、本州南方の哨戒海域に到着。12月3日夜、セイルフィッシュは横須賀の南東240マイル、八丈島東方海域でレーダーにより複数の目標を探知した。それはトラック諸島から日本に向かう艦隊で、空母冲鷹、雲鷹、瑞鳳と、11月5日のラバウル空襲で損傷した重巡洋艦摩耶、4隻の駆逐艦から形成された。台風による荒天にもかかわらず、セイルフィッシュは12ノットで艦隊前方に出て攻撃位置を取った。日付が12月4日になって間もない頃、セイルフィッシュは魚雷の航走深度を4メートルに設定し、距離2,000メートルで艦隊のやや後方から魚雷を4本発射、そのうちの1本が冲鷹の前部に命中した。護衛の駆逐艦がいい加減な爆雷攻撃を行った後、艦隊は冲鷹と監視役の駆逐艦浦風を置いて足早に逃げ去った。セイルフィッシュは駆逐艦からの攻撃を避けるために潜航したが、攻撃を再開するために数時間の内に再浮上した。
夜明け前、セイルフィッシュは2度目の攻撃で魚雷を3本発射。1本が命中し、これにより冲鷹に火災が発生した。夜明け頃に潜望鏡深度に浮上、セイルフィッシュは左舷船尾方向に傾き停止する冲鷹を確認した。冲鷹は艦を放棄する準備が進められていた。セイルフィッシュは朝に3度目の攻撃で艦尾発射管から3本の魚雷を発射し、止めの1本を命中させた。反撃を回避するため潜航する間に大きな爆発音が確認された。冲鷹は間もなく左に大きく傾いて沈没した。
皮肉なことがあった。冲鷹には当時、11月19日に撃沈されたスカルピンの乗組員が捕虜として乗艦していた。前述のように、スカルピンは4年前にスコーラスが沈没したとき、救助を担当した艦であった。スカルピンの乗員21名の内、20名が冲鷹と運命を共にした。雲鷹に乗艦した残り21名の乗組員は12月5日に日本に到着、大船収容所や東京俘虜収容所（大森）に収容。さらなる尋問の後、終戦まで足尾銅山で使役された。
12月7日午後、セイルフィッシュは北緯29度24分 東経132度25分 / 北緯29.400度 東経132.417度の豊後水道入口付近で浮上哨戒中、零戦と思われる航空機に発見され、爆弾2発を投下された。そのうちの1発がセイルフィッシュの右舷側に命中し、動力部分が損傷した。応急修理を行ってその場をしのいだが、2日後に火花を散らすなど厄介なことになった。12月13日朝、セイルフィッシュは九州南方でオ302船団を発見し追跡した。その夜、セイルフィッシュは北緯30度25分 東経132度30分 / 北緯30.417度 東経132.500度の地点にてオ302船団に対して4本の魚雷を発射し、2度の爆発音が観測された。セイルフィッシュは陸軍船東泰丸（東亜海運、3,194トン）を撃沈し、護衛艦による爆雷攻撃を回避した。もう1隻の貨物船に追いついたとき、貨物船は停止していたものの、5隻の駆逐艦によって護衛されていた。攻撃は自殺行為であったため、セイルフィッシュは静かにその海域を離脱した。12月20日の夜にセイルフィッシュはパラオに向かう陸軍病院船さいべりあ丸（日本海汽船、3,461トン）を観測した。
12月21日、セイルフィッシュは北緯32度36分 東経132度06分 / 北緯32.600度 東経132.100度の深島近海でオ106船団を発見。5本の魚雷を残し、3本を放射状に発射、最大の標的に2本を命中させた。セイルフィッシュは駆逐艦の接近を回避するため潜航し、海軍徴傭船宇洋丸（東洋汽船、6,376トン）の沈没を示す爆発音を観測した。1944年1月5日、セイルフィッシュは49日間の行動を終えて真珠湾に帰投。この後、メア・アイランド海軍造船所での広範囲オーバーホールが1月15日から6月17日にかけて行われた。作業が完了するとセイルフィッシュはハワイに戻った。

### 第11の哨戒 1944年7月 - 9月
7月9日、セイルフィッシュは11回目の哨戒でグリーンリング (USS Greenling, SS-213) およびビルフィッシュ (USS Billfish, SS-286) とウルフパックを構成しルソン海峡方面に向かった。8月7日午後、セイルフィッシュは北緯20度10分 東経121度47分 / 北緯20.167度 東経121.783度のサブタン島近海で小船団を発見。17時50分、セイルフィッシュは攻撃位置に移動し、陸軍護衛艇錦州丸（南満州鉄道、238トン）に対して3本の魚雷を放射状に発射した。1本が命中し爆発、水煙および破片が散乱した。
セイルフィッシュの次の目標は3隻の駆逐艦、満潮、野分、山雲に護衛されカムラン湾に向かう戦艦榛名であった。8月18日1時35分に北緯18度40分 東経116度10分 / 北緯18.667度 東経116.167度の地点で目標を観測すると、榛名に対して3,200メートルの距離から4本の魚雷を発射した。1本が護衛の駆逐艦に命中し、残りは外れたものと判断されたが、その記録は確認されていない。
8月24日、セイルフィッシュは台湾南方で敵船団をレーダーで探知する。4隻の貨物船が2隻の小型警備艇により護衛されていた。セイルフィッシュは攻撃位置に移動し、4本の魚雷を発射。2本が命中した海軍徴傭船東安丸（朝鮮郵船、2,110トン）は爆発、煙を上げ2つに分断し沈没した。護衛艦からの爆雷攻撃を回避した後、セイルフィッシュは再浮上して2番目の貨物船に対して4本の魚雷を発射、2本を命中させた。乗組員は貨物船が沈没したか大破したと考えたが、戦後の日本側の記録では確認できなかった。9月6日、セイルフィッシュは58日間の行動を終えてミッドウェー島に帰投した。

### 第12の哨戒 1944年9月 - 12月
9月26日、セイルフィッシュは12回目の哨戒でポンフレット (USS Pomfret, SS-391) およびパーチー (USS Parche, SS-384) とウルフパックを構成しルソン海峡方面に向かった。台風の端を通り抜けた後に、セイルフィッシュは哨戒海域に到着した。10月12日、セイルフィッシュは琉球嶼近海で台湾の日本軍基地に攻撃後被弾、着水した11名の海軍パイロットを救助した。また、彼らを捕虜にしようとした敵のサンパンおよびタグボートを艦砲により破壊した。翌日別のパイロットを救助する。セイルフィッシュはサイパン島に向かい10月24日に到着。救助したパイロット達を下艦させ、給油および小修理を行った。
10月28日、ウルフパックと共に哨戒海域に戻るべくサイパン島を出撃したセイルフィッシュは、11月3日明け方に北緯19度57分 東経121度50分 / 北緯19.950度 東経121.833度のサブタン島近海でタマ31A船団に対して攻撃を行ったものの失敗する。翌日、対潜掃討で出動してきた駆逐艦春風を発見し、春風に魚雷を命中させて三番砲塔より後部の船体を亡失させる損傷を与えたものの、哨戒機からの爆弾による攻撃で自身も損傷した。セイルフィッシュは敵の追跡を回避し、同海域を離脱した。11月9日および10日に台風を乗り切り、11月24日の夜には北緯20度54分 東経121度37分 / 北緯20.900度 東経121.617度の地点で、フィリピンのイトバヤット島に向かうタマ32B船団を攻撃した。輸送船の位置およびコースをポンフレットに知らせた後、セイルフィッシュは攻撃位置に移動したが、そのとき一隻の駆逐艦が向かってきた。セイルフィッシュは3本の魚雷を放射状に発射し、船団の方に向かった。少なくとも1発が駆逐艦に命中し、レーダースクリーンから消失した。突然衝撃を観測し、それは沈めたと思っていた駆逐艦からの砲撃によるものであった。セイルフィッシュは砲撃による船体への損傷がなかったか確認した後潜航した。続く4時間半、セイルフィッシュは無音での潜航を強いられ、日本軍は正確な爆雷攻撃を継続した。結局セイルフィッシュは駆逐艦からの攻撃を切り抜け戦場を離脱し、間もなくハワイに針路を向けた。その間、ポンフレットはタマ32B船団へ攻撃を行い、海軍徴傭船昭宝丸（正福汽船、1,356トン）を撃沈した。セイルフィッシュは帰途、ミッドウェー島に寄港。12月11日、セイルフィッシュは70日間の行動を終えて真珠湾に帰投。これがセイルフィッシュの最後の哨戒となった。

### 訓練艦・戦後
セイルフィッシュは修理の後、12月26日にハワイを出航し、パナマ運河を経由してコネチカット州ニューロンドンに1945年1月22日到着。続く4ヶ月半の間、ニューロンドン沖での訓練任務に従事する。その後6月9日から8月9日までグアンタナモ湾での訓練艦任務に従事し、フィラデルフィア海軍造船所で6週間停泊した後10月2日にポーツマスに到着、ポーツマス海軍造船所で不活性化に入る。セイルフィッシュは1945年10月27日に退役、当初は標的艦として原爆実験もしくは通常の砲撃によって海没処分される予定であったが、1948年3月に売却されることとなり、4月30日に除籍された。船体は6月18日にペンシルベニア州フィラデルフィアのルリア・ブラザース社にスクラップとして売却された。セイルフィッシュの司令塔はメイン州キタリーのポーツマス海軍造船所で、スコーラスの事故で死亡した乗組員の慰霊塔の横に展示されている。
セイルフィッシュは第二次世界大戦の戦功で9個の従軍星章を受章し、第10の哨戒における顕著な功績で殊勲部隊章を受章した。